# Guerra delle fazioni
La guerra delle fazioni (1914-1920) è la più lunga fase della rivoluzione messicana, durante la quale avvenne il consolidamento del potere dei Costituzionalisti, gruppo politico e militare guidato da Venustiano Carranza e Álvaro Obregón, a seguito della rivoluzione costituzionalista (1913-1914).
La rivoluzione messicana sembrava finalmente terminata dopo la breve parentesi della dittatura di Victoriano Huerta ma a causa del fallimento della Convenzione di Aguascalientes nel 1914, ricominciò la guerra civile tra i difensori dell'autorità democratica della Convenzione (i Convenzionalisti), Pancho Villa ed Emiliano Zapata, e la fazione di Venustiano Carranza, che aveva riunito intorno a sé i principali rivoluzionari messicani contro Huerta nel 1913 con il Piano di Guadalupe. Villa e Zapata occuparono Città del Messico ma a causa di un mancato accordo e il successivo abbandono della capitale, diedero il tempo necessario ai Costituzionalisti di riorganizzarsi e logorarli e alla fine batterli negli anni successivi. Nel 1917 il governo di Carranza emanò una nuova Costituzione fortemente anticlericale dopo quella vecchia liberale del 1857. Fu un evento importantissimo perché l'emanazione di una nuova Costituzione era sempre stato uno dei principali obiettivi dei ribelli fin anche da prima dello scoppio della Rivoluzione nel 1910. Con essa fu decretata de facto la fine delle ostilità, ma, in realtà, servì soprattutto per legittimare il nuovo dominio costituzionalista sul Messico. Gli scontri maggiori terminarono nel 1919 con l'assassinio di Emiliano Zapata, caduto in un'imboscata organizzata da Carranza, la fucilazione di Felipe Ángeles, e la vittoria federale (cioè costituzionale) nella terza battaglia di Ciudad Juárez contro Pancho Villa.

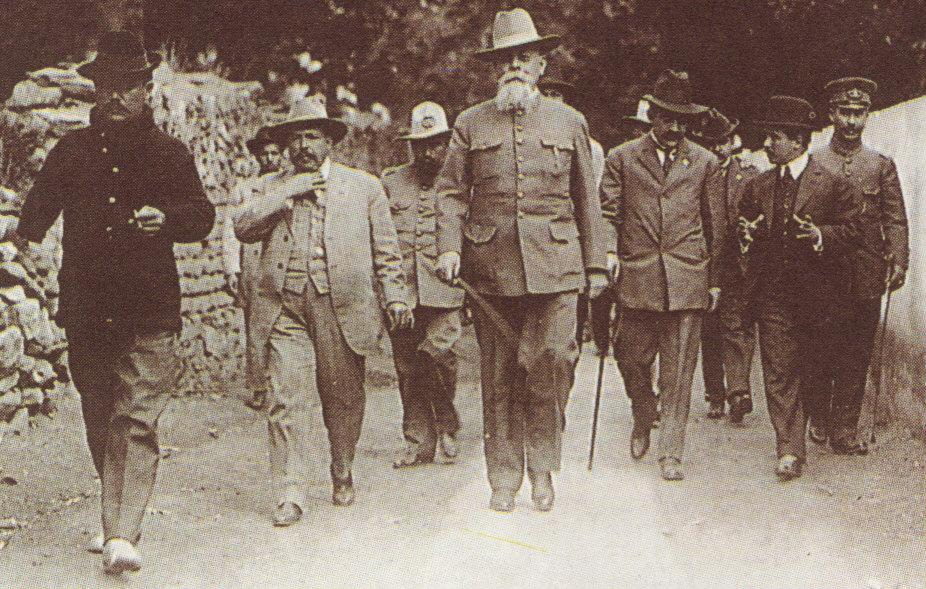
Venustiano Carranza (al centro) e Álvaro Obregón (all'estrema sinistra) nel 1916. Obregón perse il braccio destro nella battaglia di León contro Pancho Villa l'anno precedente

La guerra delle fazioni si caratterizzò per l'elevatissimo spargimento di sangue in grandi battaglie campali, in particolare nel suo anno culminante, il 1915, e per il pieno coinvolgimento degli Stati Uniti e delle nazioni europee, in particolare l'Impero tedesco, negli affari messicani. Ad essa presero parte anche i Felicisti, gruppo minore di ribelli conservatori guidati da Félix Díaz, nipote di Porfirio Díaz, e l'Unione Rivoluzionaria dei Lavoratori (il Partito Liberale Messicano riformato, ormai ininfluente) dei fratelli Flores Magón.
I Costituzionalisti riuscirono a ottenere il riconoscimento da parte degli Stati Uniti d'America e delle altre nazioni e nel 1920 con la resa di Villa (ucciso poi nel 1923) e con la Ribellione di Agua Prieta guidata da Obregón, instaurarono una nuova dittatura che avrebbe dominato il Messico in modo autoritario fino almeno agli anni '80 come Partito Rivoluzionario Istituzionale (PRI), nonostante numerose ribellioni durante gli anni '20.

## Premessa: la Convenzione di Aguascalientes

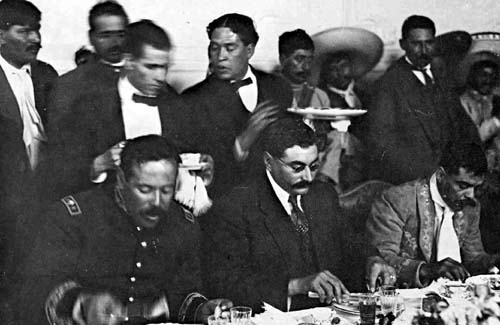
Pancho Villa, Eulalio Gutiérrez e Emiliano Zapata riuniti al Palazzo Nazionale di Città del Messico

Dopo la deposizione di Victoriano Huerta nel luglio 1914, fu indetta una Convenzione che riunisse tutti i leader politici e militari usciti vincitori dalla campagna per dare finalmente al Messico un governo democratico, unitario, stabile e soprattutto duraturo.
L'apertura della Convenzione si tenne il 1º ottobre a Città del Messico e fu presieduta da Luis Cabrera. Senza la presenza dei delegati Villisti e Zapatisti, Carranza presentò le sue dimissioni da Primo Capo delle forze rivoluzionarie ma non furono accettate dai delegati. Fu anche convenuto che la Convenzione fosse spostata ad Aguascalientes per venire incontro ai villisti e zapatisti, oltre alla partecipazione di soli militari e non civili.
Le sessioni ripresero il 10 ottobre ad Aguascalientes, presiedute da Antonio Irineo Villarreal, José Isabel Robles, Pánfilo Natera, Mateo Almanza, Marciano González, Samuel Santos e Vito Alessio Robles. Con il trasferimento della sede Pancho Villa decise di inviare i suoi delegati e Emiliano Zapata fece lo stesso. Carranza, da parte sua, non partecipò alla Convenzione, poiché credeva che Aguascalientes fosse minacciata da Villa. Infatti andò a Veracruz.
Durante le sessioni, che durarono fino al 13 novembre, gli zapatisti chiesero a Carranza di rassegnare le dimissioni da Primo Capo e di accettare integralmente il Piano di Ayala. In una lettera letta ai presenti per il generale Álvaro Obregón, Carranza dichiarò di accettare le dimissioni se Villa e Zapata si fossero ritirati dalla vita pubblica e si fossero dimessi da leader dei loro rispettivi eserciti. La Convenzione nominò Eulalio Gutiérrez presidente ad interim. Dopo aver ascoltato la nomina il 10 novembre, Carranza ignorò l'accordo della Convenzione e il suo diritto di nominare il presidente, dichiarando che Gutiérrez era un presidente spurio.

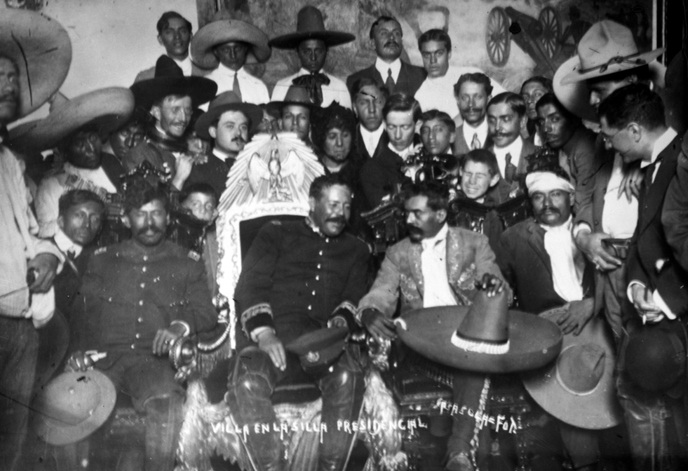
I generali Villa e Zapata al Palazzo Nazionale il 4 dicembre 1914. Villa è seduto sulla poltrona presidenziale

Le forze dei costituzionalisti lasciarono la capitale nello stesso momento in cui entrarono gli zapatisti. Giorni dopo arrivarono le forze di Villa, il quale incontrò i generali zapatisti e con cui firmò il Patto di Xochimilco, che fondamentalmente costituiva un'alleanza contro Carranza. Pressato da Villa e Zapata, Gutiérrez non riuscì a governare e il 16 gennaio 1915 lasciò la capitale e cercò di fondare un suo governo a San Luis Potosí sebbene presto si dimise definitivamente. Roque González Garza fu nominato presidente provvisorio e rimase in carica dal 17 gennaio al 9 giugno 1915.
Nel frattempo a Veracruz Carranza governava di fatto il paese: il 12 dicembre 1914 riformò l'ex Piano di Guadalupe e subito dopo, il 6 gennaio 1915 promulgò una serie di leggi redatte da Luis Cabrera.
Il 10 giugno Francisco Lagos Cházaro ricevette il potere esecutivo dalla Convenzione. La capitale fu ripresa dai Costituzionalisti il 2 agosto e prima del loro arrivo la Convenzione fu spostata a Toluca e successivamente a Cuernavaca, in quest'ultimo luogo senza la presenza dei villisti.

## La nuova guerra civile

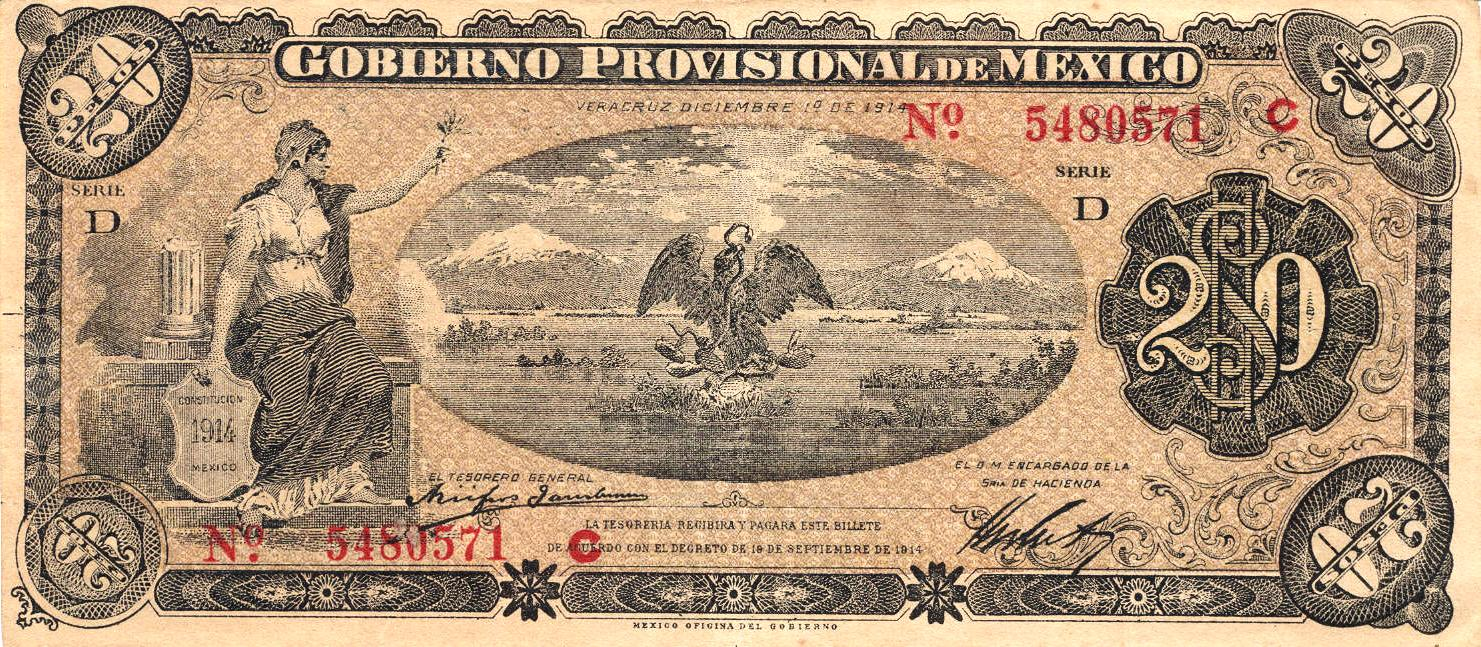
Banconota da 20 pesos del governo provvisorio del Messico

Dall'inizio del 1915 fu chiaro che la lotta per il potere sarebbe continuata tra Carranzisti, Villisti e Zapatisti. Gli ultimi due gruppi avevano il vantaggio di avere un esercito più grande in quel momento e occuparono la capitale, sebbene presto l'equilibrio delle forze andò a favore dell'esercito costituzionalista di Obregón, anche perché nonostante il patto stipulato a Xochimilco, non vi fu mai una vera collaborazione tra Villa e Zapata perché quest'ultimo aveva voglia di mantenere isolata la sua regione mantenendosi sulla difensiva.
Nel febbraio 1915 a Sayula la División del Norte vinse la sua ultima grande battaglia contro i costituzionalisti.
Il 6 aprile le forze di Villa tentarono di prendere Celaya, che era sotto il controllo di Obregón e che fu in grado di difendere la piazza, causando circa 2 000 vittime al nemico. Una settimana dopo, Villa tentò di nuovo di prendere la piazza, questa volta perdendo circa 4 000 soldati e non riuscendo a riacquistare la sua forza. In totale, in quella che fu chiamata la "Campagna del Bajío", dal nome dell'omonima regione, si svolsero quattro battaglie decisive e nonostante furono vinte tutte dai costituzionalisti, nell'ultima, presso la città di Santa Ana del Conde, Obregón perse il braccio destro.

Convenzionisti e Costituzionalisti nel dicembre 1914

Costituzionalisti, Zapatisti e Villisti nel dicembre 1915

### Casa del Obrero Mundial
La "Casa del Obrero Mundial" era stata fondata durante la presidenza di Madero, il 22 settembre 1912, da un gruppo di lavoratori messicani e attivisti stranieri. Durante questa fase l'organizzazione servì come "unione" per i sindacati e i gruppi comuni situati a Città del Messico, oltre ad avere una composizione pluralista, poiché sia gli anarchici che i cattolici entrarono a farne parte. Quando Madero fu rovesciato, una linea più radicale che respinse il governo Huertista fu imposta alla COM. Dopo il trionfo della campagna anti-Huerta nell'agosto 1914 e il successivo esilio del dittatore, Obregón riaprì la COM. Tuttavia, la lotta tra le fazioni Carranzista e Convenzionista causò dibattiti sul percorso che l'organizzazione avrebbe dovuto seguire. Gli argomenti del pittore Gerardo Murillo (noto con lo pseudonimo di "Dr. Atl") e Obregón convinsero i leader dell'organizzazione ad allinearsi alla rivoluzione costituzionalista, che aveva già definito la sua vocazione sociale durante la guerra. Il 17 febbraio 1915 fu firmata a Città del Messico un'alleanza tra la Casa del Obrero Mundial e la fazione Carranzista che chiese alla prima "di contribuire con volontari ai ranghi costituzionalisti" mentre a Carranza fu chiesto di "convertire in legge le richieste dei lavoratori organizzati".
Ciò diede origine ai cosiddetti Battaglioni rossi, gruppi militari di lavoratori del distretto federale che avevano il compito di "combattere i contadini della División del Norte e l'Esercito di Liberazione del Sud durante la rivoluzione". Il direttore dell'organizzazione era il colonnello Ignacio Henríquez, che formò fino a sei battaglioni con un numero compreso tra 4 000 e 7 000 reclutati. Questi battaglioni ebbero la loro maggiore partecipazione agli eventi bellici tra aprile e settembre 1915.

### Battaglia di Columbus

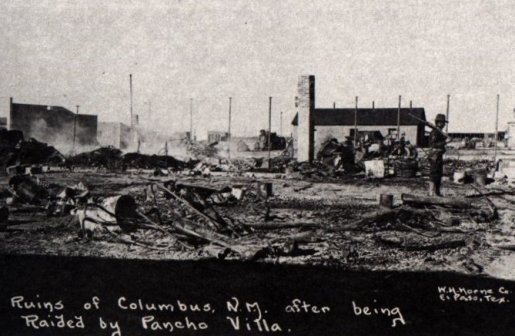
Rovine di Columbus dopo l'attacco di Villa

Nell'ottobre 1915 il Presidente degli Stati Uniti d'America Thomas Woodrow Wilson diede de facto un riconoscimento al governo di Carranza sebbene condizionasse tale riconoscimento al "buon comportamento" che Carranza mostrò agli interessi statunitensi. Da quel momento il rapporto tra Wilson e Carranza migliorò, il che fece sentire Villa tradito dal governo statunitense. Carranza inoltre acconsentì alle condizioni di pace statunitensi a spese del sacrificio della politica e dell'economia messicana.
L'11 gennaio 1916 un gruppo di soldati di Villa fermò un treno a Santa Isabel, nel Chihuahua, uccidendo 17 cittadini statunitensi, minatori e ingegneri, che erano arrivati nel paese su invito di Carranza.
Poco prima dell'alba del 10 maggio 1916, Villa attaccò la città di Columbus, nel Nuovo Messico con 400 uomini che gridavano "Viva il Messico!" e "Viva Villa!". Furono colpite in particolare la caserme del 13th Cavalry Regiment (13º Reggimento di Cavalleria). Durante lo scontro, 7 soldati statunitensi e 7 civili morirono, mentre la parte statunitense asserì di aver ucciso tra i 75 e i 100 soldati villisti sul suolo messicano.

### Spedizione punitiva statunitense

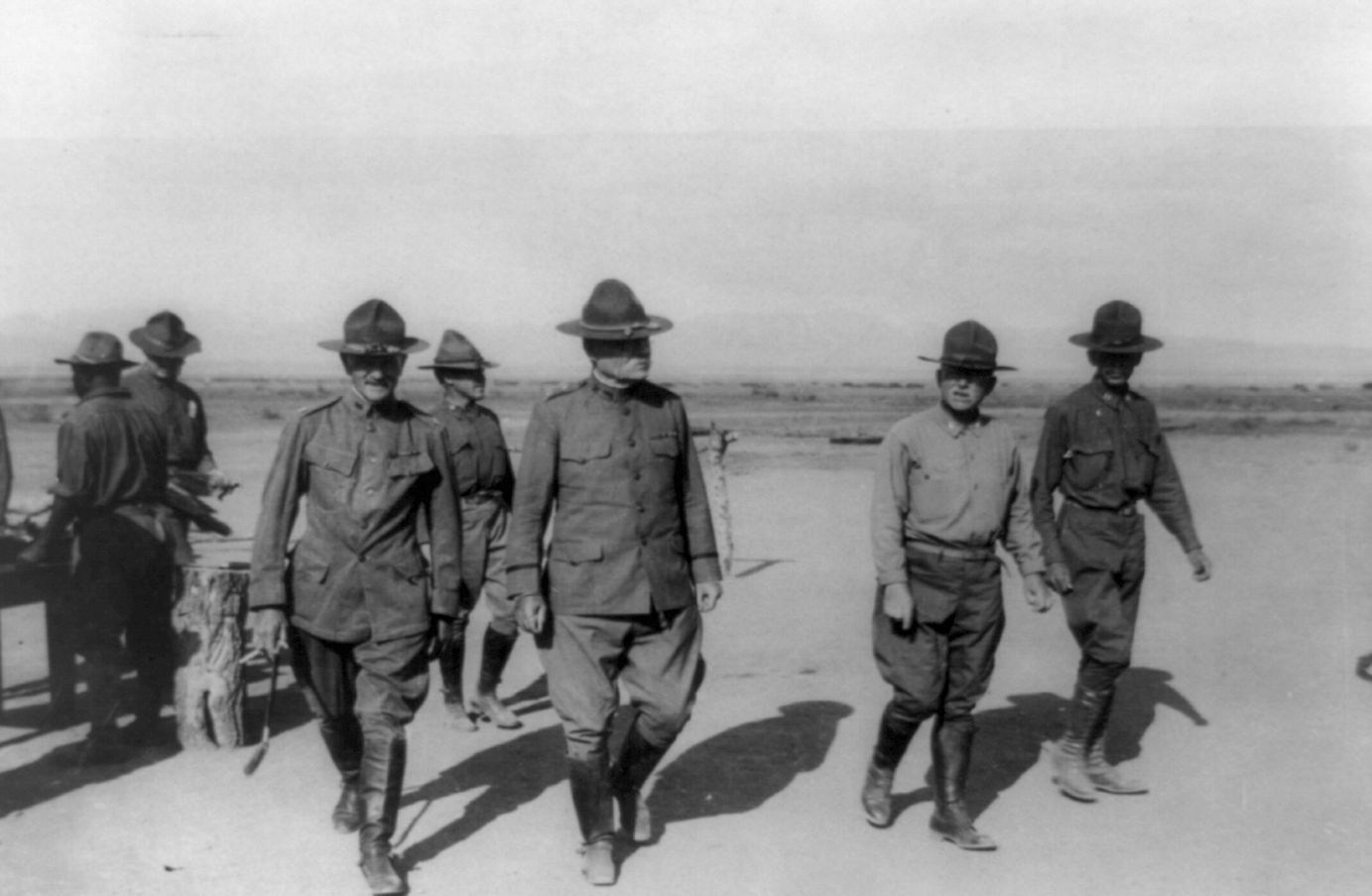
I generali Pershing e Bliss ispezionano il campo durante la Spedizione punitiva

L'attacco a Columbus fece sì che il Congresso degli Stati Uniti autorizzasse a punire i responsabili dell'azione. Per questo un totale di 5 000 soldati sotto il generale John Pershing condussero una spedizione punitiva nel Chihuahua, lunga dodici mesi.
Durante la spedizione, gli statunitensi ebbero tensioni e aperti scontri armati con i rivoluzionari e la popolazione civile, come il 12 aprile a Parral e persino con l'esercito costituzionalista in giugno a Carrizal.
Le truppe, che arrivarono a 15 000 uomini in territorio messicano, alla fine lasciarono il paese nel gennaio 1917 senza essere riuscite a catturare Villa.

### Congresso Costituente
Sebbene Carranza fosse insorto contro il governo Huertista con la promessa di ripristinare la Costituzione del 1857, scelse di emanarne una nuova che adempisse alle promesse fatte ai contadini e ai lavoratori durante il conflitto armato, al fine di prevenire nuove insurrezioni e risolvere l'instabilità sociale e politica.
Nel dicembre 1916, Carranza, già vincitore di fatto del conflitto, convocò un'assemblea costituente formata esclusivamente da seguaci costituzionalisti e riunita nella città di Querétaro. Sebbene i Villisti e Zapatisti fossero esclusi da questo evento, le loro richieste sociali furono adottate (a modo loro) dai deputati costituenti, al fine di minare il sostegno popolare che ancora possedevano. Il Congresso operò fino al 31 gennaio 1917, periodo durante il quale Carranza e i suoi intimi, di tendenze moderate, tennero dibattiti con altre personalità del costituzionalismo, con idee più progressiste, tra cui figurano Pastor Rouaix e Francisco J. Múgica in particolare. Tra le differenti correnti finalmente si arrivò all'accordo di promulgare la Costituzione del 1917 il 5 febbraio, rimanendo da allora vigente in tutto il paese.
Tra gli articoli promulgati nella Costituzione appaiono in particolare:
- Articolo 3: L'educazione fornita dallo Stato deve essere laica, gratuita e obbligatoria.
- Articolo 27: Il suolo e il sottosuolo appartengono alla Nazione e nessuna società religiosa li può possedere.
- Articolo 123: Regola le relazioni lavoratore-datore di lavoro nel paese, conferendo autorità allo Stato e il diritto di intervenire in conflitti di questo tipo.
- Articolo 130: Regola la relazione Chiesa-Stato, stabilisce la separazione e stipula che i membri religiosi non possono possedere alcun bene o partecipare alla politica interna.

Il giorno dopo, il 6 febbraio, Carranza emise la richiesta di elezioni nei tre ordini del governo, che si tennero a marzo. Carranza fu eletto presidente con il 98% dei voti per il periodo 1917-1920 ed entrò in carica il 1º maggio di quell'anno.

### Attività rivoluzionaria e controrivoluzionaria dal 1916 al 1928

Eserciti ribelli tra il 1916 e il 1920

Carranza governò dal 1917 al 1920, sebbene non riuscì a pacificare completamente il paese e, mentre le rivolte dei villisti continuavano a nord e degli zapatisti a sud, un altro movimento controrivoluzionario guidato dal generale Félix Díaz, nipote di Porfirio, che durò fino alla metà degli anni '20 emerse insieme ad altre ribellioni in Chiapas, Oaxaca e Michoacán.
In linea di massima si possono dividere in tre gruppi i movimenti anti-carranzisti: i rivoluzionari anticostituzionalisti, formati da villisti, zapatisti, Cedillisti nel San Luis Potosí, Arenisti, nel Tlaxcala e i calimayoristi nel Chiapas; i controrivoluzionari, formati da pelaecisti, stanziati nella costa superiore del Golfo del Messico, felicisti, che appoggiarono Félix Díaz durante le sue incursioni nel Tamaulipas e successivamente in Oaxaca, Chiapas e Guatemala e al ritorno nel Veracruz in una campagna che durò fino al 1920, i soberanisti che operarono in Oaxaca e i cui principali leader furono José Inés Dávila e Guillermo Meixueiro, i mapachistas e pinedisti, conosciuti comunemente come "finqueros" e che operarono nel Chiapas e gli aguilaristi che erano stanziati in Oaxaca. Per ultimi, esistevano anche insorti senza bandiera come gli Altamiranisti, i cintoristi e i chavisti, che operavano nello stato di Michoacán ma che furono sconfitti l'8 gennaio 1918 nel piccolo villaggio di Huandacareo.

### Assassinio di Zapata

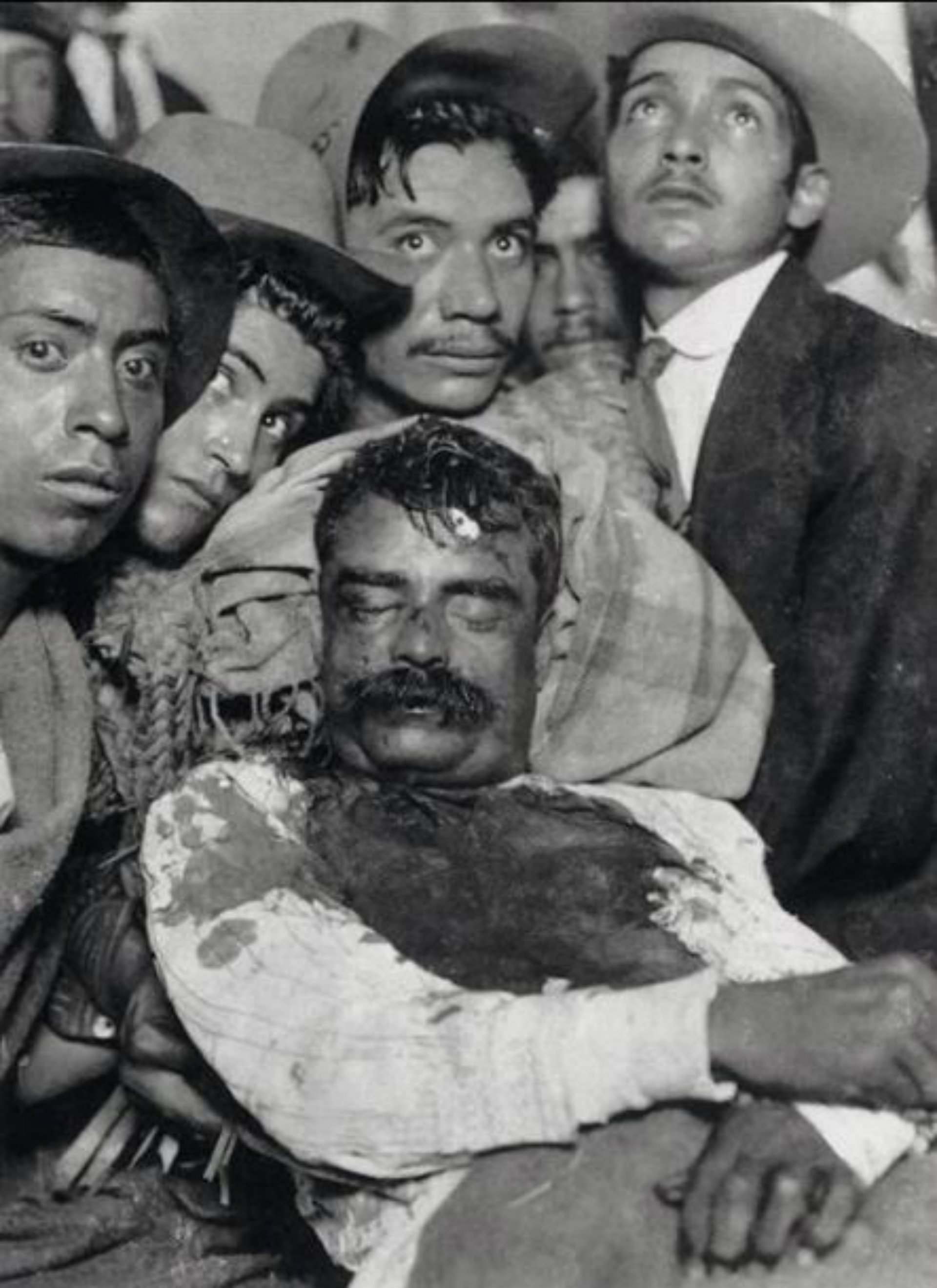
Esibizione del cadavere di Emiliano Zapata a Cuautla, nel Morelos

Per porre fine al movimento di Zapata, Carranza ordinò al generale Pablo González Garza di condurre una campagna per sterminare la popolazione. Le già precarie condizioni degli abitanti del Morelos, a causa delle cariestie ed epidemie, non resistettero anche agli attacchi di González e successe una decimazione terribile ma il movimento zapatista sopravvisse, così il generale costituzionalista escogitò un piano. Jesús Guajardo, uno dei suoi colonnelli, fece finta di tradire attaccando le truppe costituzionaliste, assicurandosi che i prigionieri zapatisti riuscissero a scappare. Quando Zapata venne a sapere di ciò, iniziarono le trattative. Il guerrigliero chiese a Guajardo un segno di fedeltà e lui, con il consenso di González, fece fucilare diversi ex zapatisti che si erano uniti ai costituzionalisti. Zapata allora acconsentì di incontrarlo presso la hacienda di Chinameca nel Morelos il 10 aprile 1919. Quando Zapata varcò il cancello, un trombettiere suonò il saluto e i dieci soldati della guardia d'onore che presentarono le armi, improvvisamente gli spararono contro. Guajardo fu promosso generale e ricevette 50 000 pesos da Carranza per "notevoli servizi nell'esercito durante le sue funzioni militari".

#### Felipe Ángeles
Il 26 novembre a Chihuahua nell'omonimo stato fu fucilato anche Felipe Ángeles, che era stato capo di stato maggiore della División del Norte e braccio destro di Villa.

### Il Piano di Agua Prieta e l'assassinio di Carranza
In vista delle elezioni presidenziali del 1920 Carranza decise di favorire Ignacio Bonillas come suo successore, cosa che lo mise in forte contrasto con Obregón. Alle pressioni del generale, Carranza cercò di accusarlo di cospirazione. In risposta, Obregón e gli altri due generali Plutarco Elías Calles e Adolfo de la Huerta proclamarono il Piano di Agua Prieta, un documento attraverso il quale dichiararono di non riconoscere più il governo carranzista e invitavano alla ribellione contro di esso.
Di fronte all'impossibilità di affrontare e difendere la capitale contro l'imminente attacco dei generali della "Dinastia Sonora", Carranza fuggì a Veracruz con il governo a lui fedele e il tesoro nazionale. Durante il viaggio finì in un agguato e fu ucciso nella notte a Tlaxcalantongo, Puebla, dalle truppe del generale Rodolfo Herrero, mandato, in segreto, da Obregón. Il tesoro nazionale fu salvato da Adolfo Ruiz Cortines, segretario privato del generale Jacinto B. Treviño, che lo consegnò a Adolfo de la Huerta. Cortines sarà poi presidente del Messico dal 1952 al 1958.
La morte di Venustiano Carranza il 21 maggio 1920 è riconosciuta dagli storici come la fine ufficiale della rivoluzione messicana, durata quasi 10 anni.

### Presidenza temporanea di Adolfo de la Huerta
Dopo la morte di Carranza, Adolfo de la Huerta fu nominato dal Congresso presidente provvisorio il 1º giugno 1920. Durante il suo mandato permise a Villa, ormai completamente isolato, di lasciare la vita militare firmando gli Accordi di Sabinas il 28 luglio, che gli concessero la hacienda Canutillo nel Chihuahua, dove si ritirò insieme ai suoi ultimi soldati per dedicarsi al lavoro nei campi. A settembre ci furono le elezioni in cui Álvaro Obregón stravinse praticamente senza opposizione e assunse la presidenza il 1º dicembre.

### Assassinio di Villa
Il 20 luglio 1923 Villa, accompagnato dal colonnello Miguel Trillo, Rafael Medrano e Claro Hurtado, oltre al suo assistente Daniel Tamayo, fu teso in un'imboscata da Jesús Salas Barraza all'ingresso di Parral e morì mitragliato di colpi alle 8:15 del mattino. Ramón Contreras, altro membro della guardia personale del generale, fu l'unico sopravvissuto all'attentato.
Ad oggi, le vere cause del suo omicidio rimangono incerte ma, generalmente, si attribuisce agli ordini di Obregón e Plutarco Elías Calles.

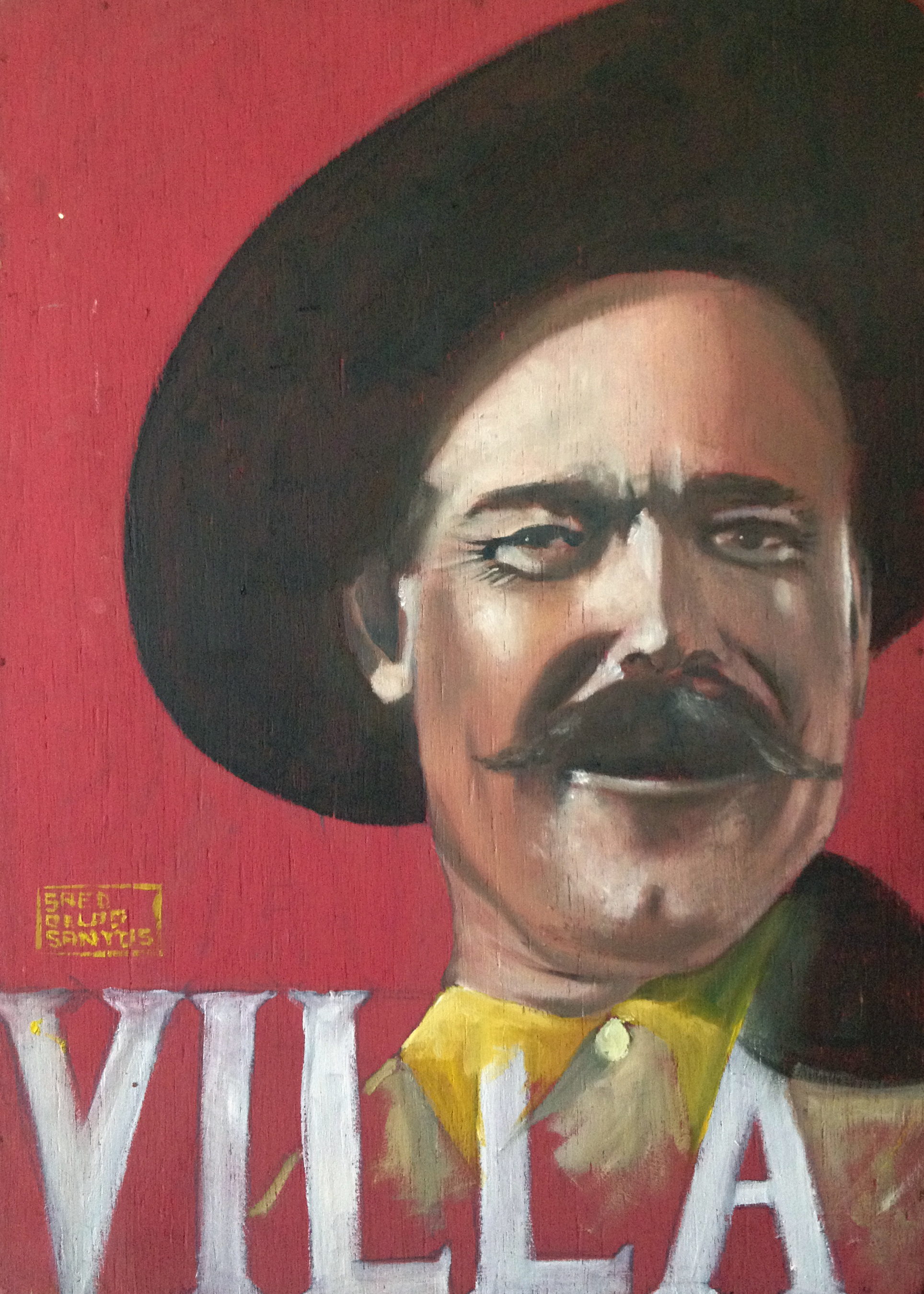
Ritratto di Pancho Villa

### Presidenze di Álvaro Obregón e Plutarco Elías Calles
Obregón fu presidente dal 1920 al 1924. De la Huerta voleva nuovamente essere eletto presidente ma, vedendo che Obregón favoriva Plutarco Elías Calles, dichiarò guerra al governo, scatenando la sua propria ribellione, che fu sostenuta dai due terze dell'esercito nazionale. Il movimento fallì e l'11 marzo 1924 de la Huerta lasciò il paese per andare in esilio a Los Angeles, in California.
Calles vinse facilmente le elezioni del 1924 e governò fino al 1928, dopo essere entrato in carica il 1º dicembre. Durante gli ultimi due anni del suo governo, la situazione interna del paese divenne critica e, a causa della posizione di Calles riguardo alla Chiesa cattolica, nacque un movimento armato noto come "guerra cristera". Poco prima della fine del suo mandato, gli articoli 13 e 82 furono modificati, il che permise a Obregón di essere nuovamente eletto presidente. Nelle elezioni del 1º luglio 1928 Obregón vinse con un ampio margine ma, prima di assumere la presidenza, fu ucciso in un ristorante a Città del Messico da José de León Toral, un fanatico cattolico.
Dopo la morte di Obregón, Calles tenne un discorso pubblico in cui assicurò che il periodo dei "caudilli" si era concluso e quello delle istituzioni aveva avuto inizio. Nel 1929 fondò il "Partito Nazionale Rivoluzionario", poi ribattezzato "Partito della Rivoluzione Messicana" e alla fine con il nome attuale Partito Rivoluzionario Istituzionale. Quel partito, erede di quella fazione costituzionalista, che avrebbe governato il paese per 70 anni.

## Battaglie principali
Lista delle battaglie principali dal 1914 al 1919.
- Assedio di Naco (1914-1915): Inconcludente;
- Battaglia di Ramos Arizpe (1915): Vittoria villista;
- Battaglia di Sayula (1915): Vittoria villista;
- Battaglia di El Ébano (1915): Vittoria costituzionalista;
- Battaglia di Celaya (1915): Decisiva vittoria costituzionalista;
- Battaglia di La Trinidad (1915): Vittoria costituzionalista;
- Battaglia di León (1915): Vittoria costituzionalista;
- Battaglia di Aguascalientes (1915): Vittoria costituzionalista;
- Seconda battaglia di Agua Prieta (1915): Decisiva vittoria costituzionalista;
- Battaglia di Hermosillo (1915): Decisiva vittoria costituzionalista;
- Seconda battaglia di Nogales (1915): Inconcludente;
- Battaglia di Columbus (1916): Vittoria villista[2];
- Battaglia di Guerrero (1916): Vittoria statunitense[Nota 5];
- Battaglia di Parral (1916): Inconcludente;
- Battaglia di Carrizal (1916): Vittoria costituzionalista[2];
- Battaglia di Horcasitas (1916): Vittoria costituzionalista;
- Battaglia di Ambos Nogales (1918): Vittoria statunitense;
- Terza battaglia di Ciudad Juárez (1919): Decisiva vittoria costituzionalista;
- Assedio di Durango (1919): Vittoria costituzionalista.